# يوسف يوسف (فلم)
يوسف يوسف (باللغة التركية: Yusuf Yusuf) هو فيلم تركي لعام 2014, كوميديا فيلم بطولة علي سونال. يتشارك علي سنال وبوراك ساتيبول وأويا باسار الأدوار الرئيسية Süreç Film للفيلم الذي كتبه وأخرجه إرسوي جولر.

## قصة الفيلم
يتطرق الفيلم إلى قصة يوسف الذي كان مولعًا بالسيارات منذ طفولته ويحلم بأن يكون متسابقًا للسيارات. ومع ذلك ، الحظ لا يبتسم ليوسف ، فالحياة الحقيقية ليست كريمة جدًا بشأن أحلامه. يوسف ، الذي يعمل الآن سائق حافلة صغيرة في أنقرة ، أصبح الآن من عشاق الضبط الكامل. ذات يوم ، تنقل الحافلة الصغيرة راكبًا كان قسيسًا في سيارته أثناء القيادة. لكن هذا الرجل الذي يشبه القس هو متشدد يدعى يوسف أراد اغتيال البابا الذي جاء إلى أنقرة في ذلك اليوم. الآن ، اثنان من يوسف في حافلة صغيرة وسيحاول أحدهما إنقاذ حياة بينما يحاول الآخر إنقاذها.

## طاقم التمثيل
- علي سونال - يوسف
- بوراك ساتيبول - الارهابي يوسف
- ياكوب يافرو - جودت
- سينان بنجير - رجب
- بولينت سيران - كاميل
- إيلول اوزتورك - نيريمان
- أويا بشار - قادري
- سينم أوزترك - هاتيس
- أيهان تاش - كابار
- آيسين إنسي - فيراي
- سيزاي ألتيكين - فكرت
- تولين أورال - جولرمان
- إمراه أوزديليك -
- باريش تشيليكول -
- توجتشي أوزبوداك -
- هاكان أكين -
- جوفين بيراك -
- بهاء بيرلي -
- إبراهيم سفينتش -
- يحيى كيليساسلان - كوافير

## وصلات خارجية
- مقالات تستعمل روابط فنية بلا صلة مع ويكي بيانات
- الموقع الرسمي
- يوسف يوسف في قاعدة بيانات الأفلام على الإنترنت